# Heliodor (Czistiakow)
Heliodor, imię świeckie: Joann Borisowicz Czistiakow, (ur. ok. 1792 w Woskriesienskim, zm. 21 stycznia?/2 lutego 1861 w Biełgorodzie) – rosyjski biskup prawosławny.
Był synem kapłana prawosławnego. Ukończył seminarium duchowne w Kałudze, a następnie Moskiewską Akademię Duchowną. W 1820 uzyskał w niej tytuł naukowy magistra. We wrześniu tego samego roku został wykładowcą i inspektorem seminarium duchownego w Kostromie. 18 grudnia 1820 złożył wieczyste śluby mnisze. 1 stycznia 1821 został wyświęcony na hierodiakona, zaś dzień później - na hieromnicha. Od 1822 do 1823 był inspektorem seminarium duchownego w Moskwie, zaś od 1823 do 1824 kierował jako rektor seminarium duchownym w Riazaniu. W 1824 otrzymał godność ihumena i został przełożony monasteru św. Jana Teologa w Riazaniu. W roku następnym został mianowany archimandrytą i został przełożonym monasteru Trójcy Świętej w Riazaniu. Od 1827 do 1832 kierował jako rektor seminarium duchownym w Nowogrodzie.
13 marca 1832 miała miejsce jego chirotonia na biskupa kurskiego. W 1844 podniesiony do godności arcybiskupiej. Od 1845 równocześnie kierował monasterem Trójcy Świętej w Biełgorodzie. W 1847 został powołany do sekretnej komisji ds. raskolników i odstępców od prawosławia. W 1860 na własną prośbę odszedł w stan spoczynku i zamieszkał w klasztorze w Biełgorodzie. Tam też zmarł; został pochowany w soborze Trójcy Świętej w Biełgorodzie.